# سوار

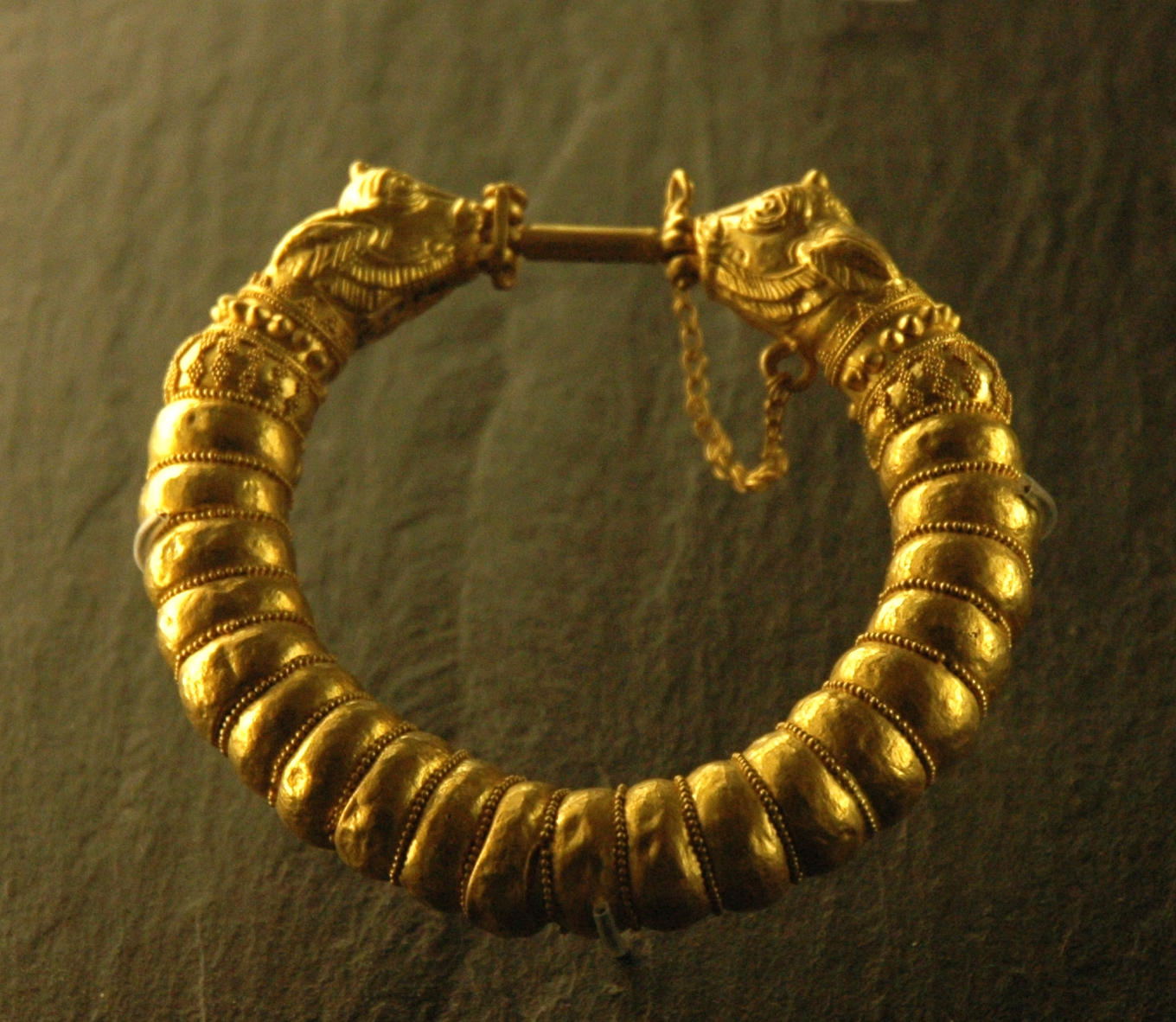
سوار ذهبي يعود إلى القرن الخامس قبل الميلاد عثر عليه في عمريت في سورية.

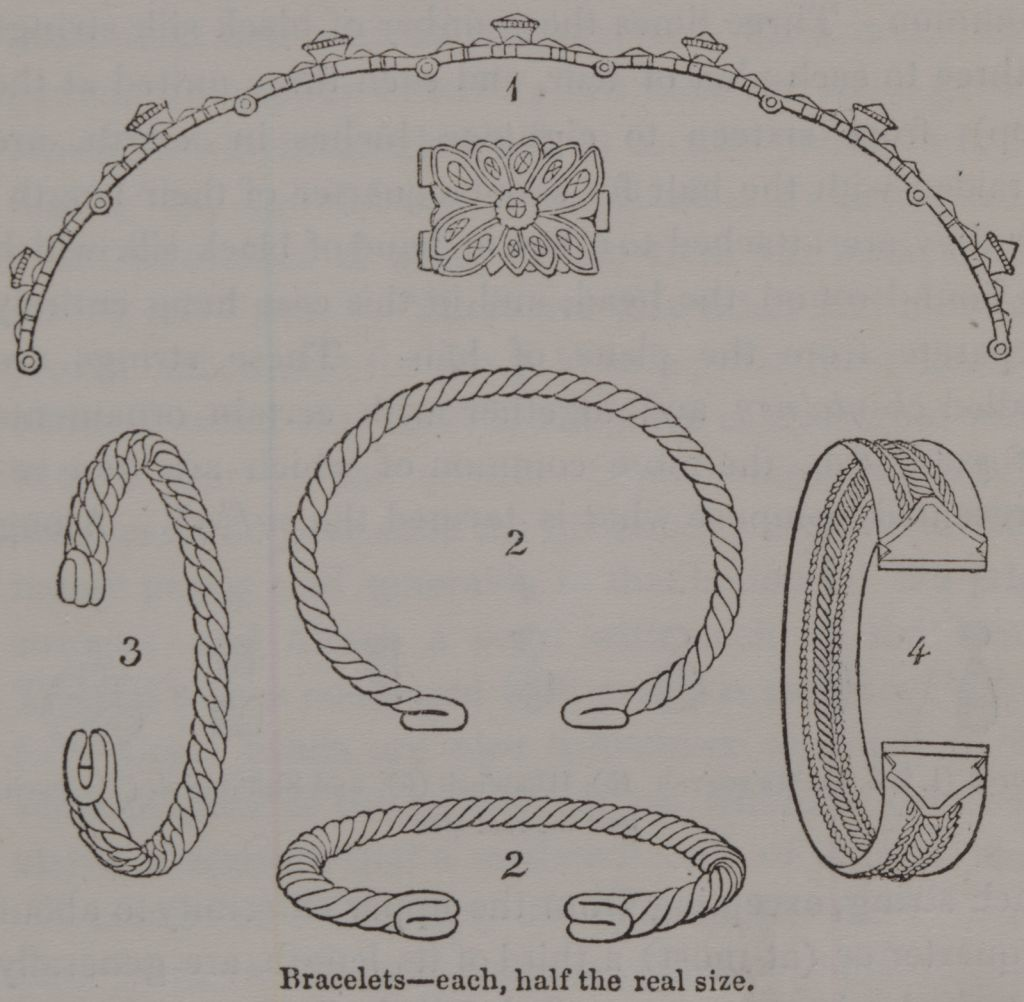
غوايش مصرية 1836م

السوار أو الدُّملُج نوع من أنواع الزينة، وتكون غالبًا من المجوهرات التي تتزين بها المرأة على معصميها او رسغ اليد. وقد تكون مصنوعة من الذهب أو الفضة أو الألماس أو المعادن الثمينة أو حتى البلاستيك والخشب والمطاط والقماش المزخرف.
صيغة الجمع: في قوله تعالى: {فَلَوْلَآ أُلْقِىَ عَلَيْهِ أَسْوِرَةٌ مِّن ذَهَبٍ} هكذا قراءها حفص ويعقوب، وقال تعالى: {أَسَاوِرَ مِن فِضَّةٍ وَسَقَاهُمْ رَبُّهُمْ شَرَابًا طَهُورًا}، وقُرئت: إسوار وأساوير